# (331) Etheridgea
(331) Etheridgea – planetoida z pasa głównego asteroid okrążająca Słońce w ciągu 5 lat i 94 dni w średniej odległości 3,02 j.a. Została odkryta 1 kwietnia 1892 roku w Observatoire de Nice w Nicei przez Auguste Charloisa. Pochodzenie nazwy planetoidy nie jest znane.